# Gartenstadt Hohnerkamp

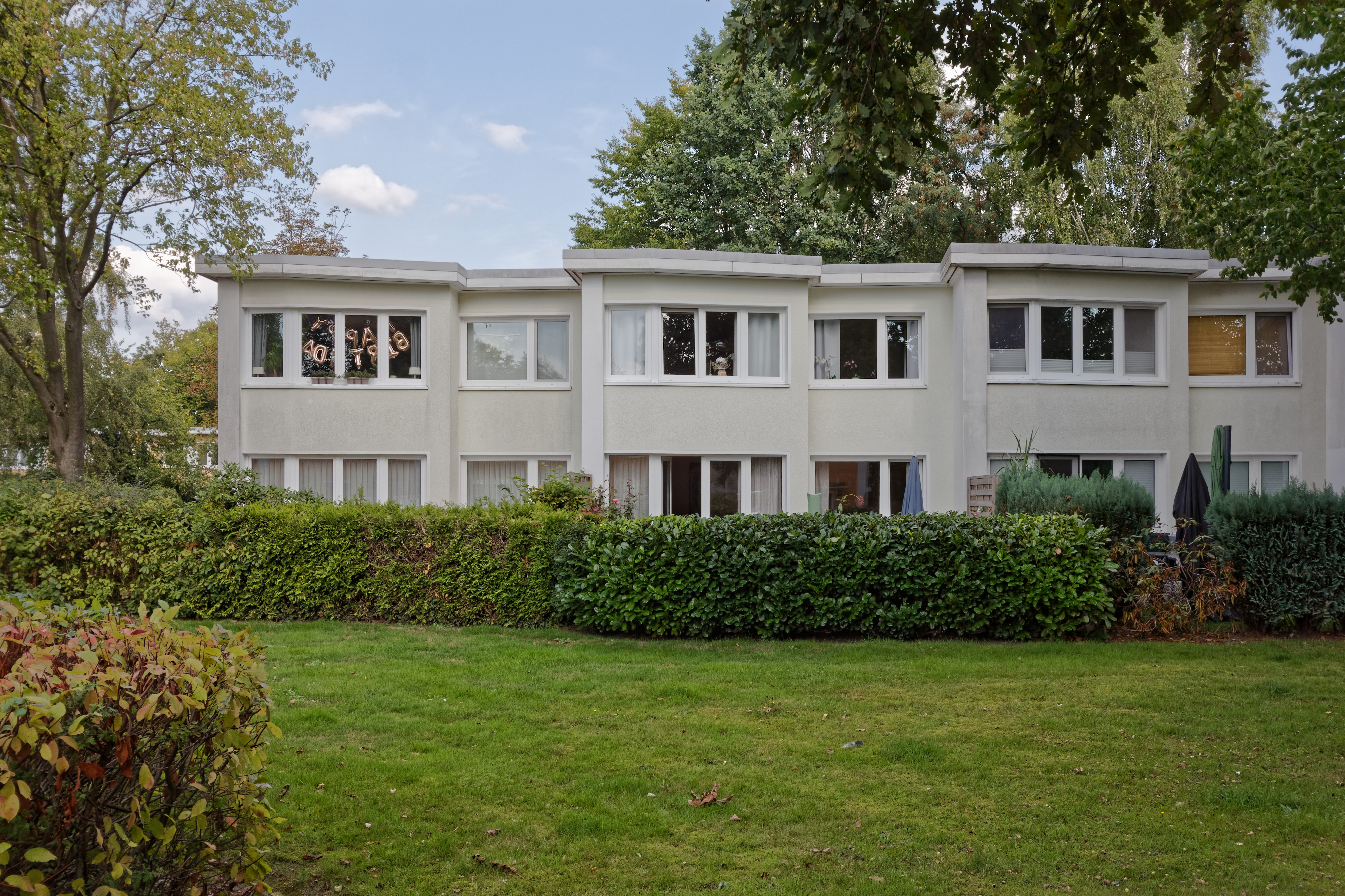
Typische Reihenhäuser

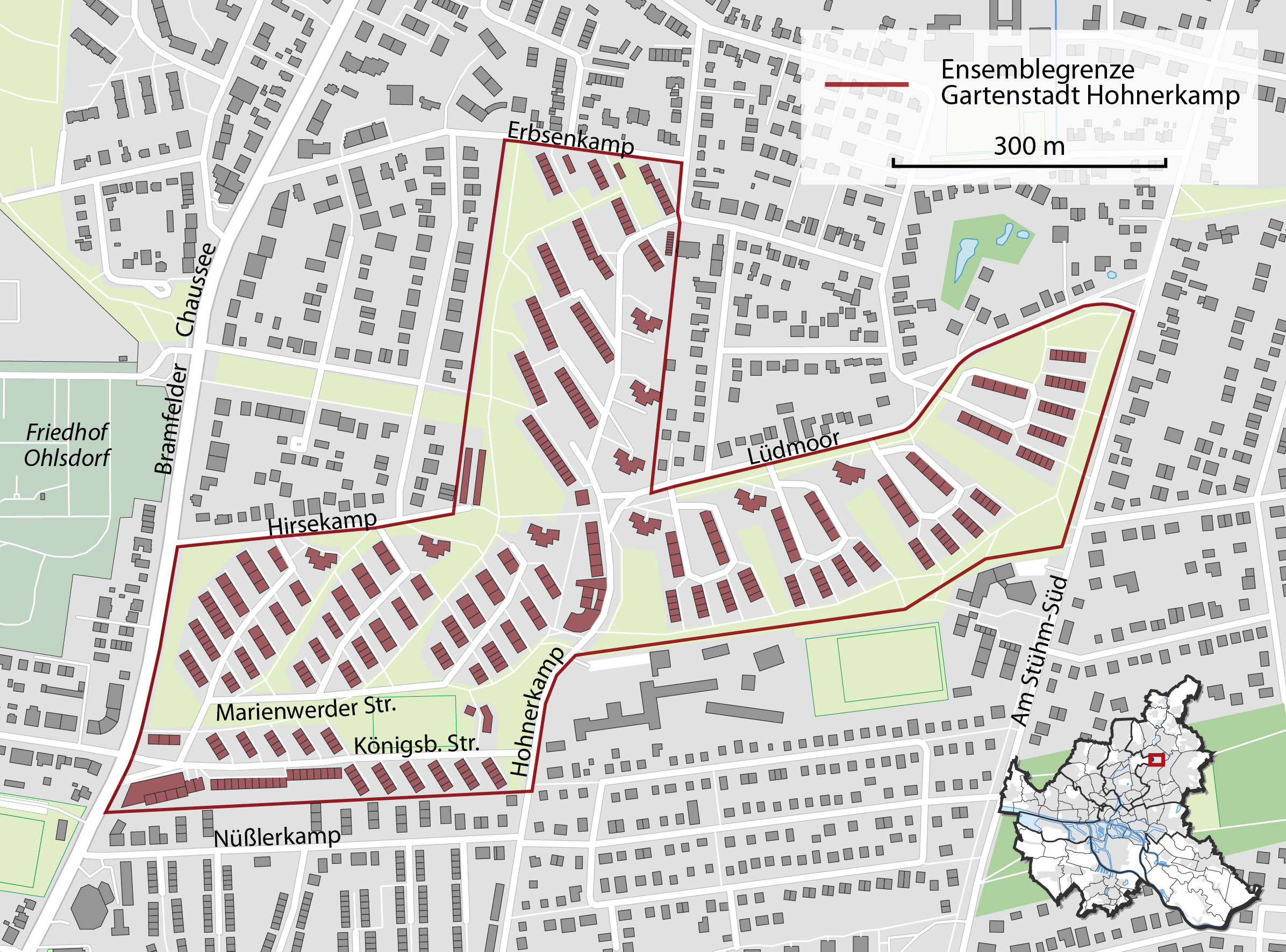
Karte der Gartenstadt Hohnerkamp

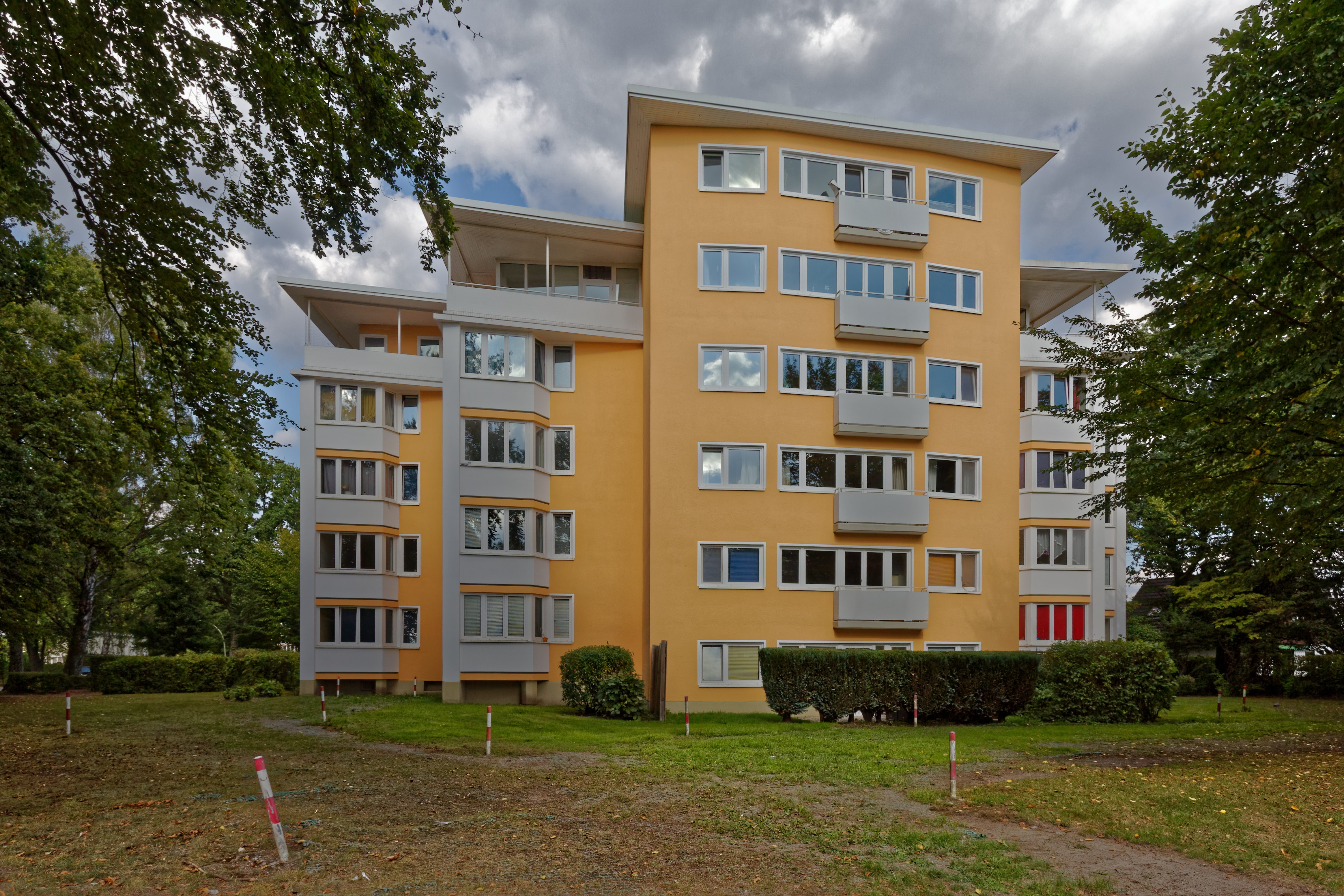
Punkthaus am Hohnerkamp

Die Gartenstadt Hohnerkamp ist eine denkmalgeschützte Großwohnsiedlung im Hamburger Stadtteil Bramfeld. Sie wurde 1953 bis 1954 nach Entwürfen von Hans Bernhard Reichow und Gustav Lüttge erbaut. Die sorgfältig gestaltete Gesamtanlage gilt als ein bedeutender städtebaulicher Entwurf der Nachkriegszeit, „der geradezu idealtypisch das [...] Leitbild der organischen Stadtbaukunst verkörpert.“ Bauherr und Eigentümer war damals die gewerkschaftseigene Neue Heimat Hamburg, seit 1999 gehören die Häuser der SAGA.

## Lage
Die Siedlung liegt östlich der Bramfelder Chaussee und bedeckt eine T-förmige Fläche von knapp 27 ha. Die Hauptachse in Nord-Süd-Richtung ist der Hohnerkamp, die Hauptachsen in Ost-West-Richtung sind Lüdmoor und Königsberger Straße / Marienwerder Straße. Die Siedlung besitzt parallel zu den Verbindungsstraßen zwei durchgängige Grünachsen, in denen die Fußwege verlaufen. Gegenüber der umgebenden Wohnbebauung ist die Siedlung nicht scharf begrenzt.

## Geschichte
Im Zuge des Wiederaufbaus Hamburgs nach dem Zweiten Weltkrieg wurde ab den frühen 1950er-Jahren auch der Neubau größerer Siedlungen in den Außenbezirken der Stadt erforderlich, um das allgemeine Wohnungsangebot zu verbessern. In Bramfeld wurde die Siedlung auf einem Areal geplant, das vorher landwirtschaftlich genutzt wurde und von Schrebergartengebieten umgeben war. Die Planungskonzeption sah freifinanzierte und freivermietete Wohnungen vor, die nicht durch das Wohnungsamt vergeben werden sollten, wodurch der Bau eine Neuerung im Wohnungsbau nach 1945 darstellte. Zum damaligen Preis von 24 Millionen DM entstanden 1558 Wohnungen und dazugehörige Versorgungseinrichtungen wie Wäscherei, Kindergarten, Postfiliale, Schule, Gemeinschaftshaus, Sportplatz und zwei Ladenzeilen.
Die Häuser selber errichtete man als leichte Betonkonstruktionen, deren Außenwände wie Putzflächen wirken. Die flachen, teilweise überstehenden Pultdächer verstärken den offenen, hellen, fast „südländischen“ Gesamteindruck.
Im Laufe der Zeit hatte sich ein Sanierungsstau aufgebaut, vor allem in den Kellern der Reihenhäuser zeigten sich Feuchtigkeitsschäden. Mitte der 1980er-Jahre gab es daher bei der Eigentümergesellschaft Überlegungen, Teile der Siedlung nicht zu sanieren, sondern zu verkaufen. Daraufhin bildete sich eine Mieterinitiative, die erfolgreich das Ziel verfolgte, die Siedlungsstruktur in der vorhandenen Form zu erhalten. Nach einem umfangreichen Gutachten zur Sozialstruktur der Siedlung wurde diese 1986 unter sozialen Milieuschutz gestellt.
Nach Eigentümerwechseln kam die Siedlung 1988 in den Besitz der GWG.

## Wohnkonzept
Mit der aus großzügigen Grünflächen mit eingestreuten Wohngebäuden bestehenden Siedlung sind die Ideen einer damals so genannten „organischen Stadt“ umgesetzt. Der Plan Reichows für die Siedlung wendete dabei konsequent das Radburn-System an, indem er Fuß- und Radwege von allen Straßen trennte, die Wohnhäuser an Straßenschleifen anordnete und zwei parkartig angelegte Grünzüge durch die Siedlung führte. Das geschwungen angelegte Straßennetz differenziert sich in wenige Durchgangs- und viele Erschließungsstraßen. Ursprünglich gab es für den Kraftfahrzeugverkehr zwei Durchgangsachsen in Nord-Süd- und in Ost-West-Richtung, von denen in den 2010er-Jahren nur noch die Verbindung in Ost-West-Richtung offen ist.
Im Unterschied zu den Gartenstädten der Vorkriegszeit in Wandsbek und Berne ist die Gartenstadt Hohnerkamp mit einer Mischung aus Reihenhäusern und Geschosswohnungen bebaut. Eine Besonderheit sind Reichows sogenannte „Duplex-Häuser“, bei denen zweigeschossige Reihenhäuser zunächst in eine Kleinwohnung je Geschoss geteilt wurden, um bei einer (bis heute nicht eingetretenen) Entspannung des Wohnungsmarktes zu einem größeren Einfamilienhaus verbunden werden zu können. Alle Wohnungen verfügen entweder über einen kleinen Garten oder einen Balkon oder eine Loggia die vorzugsweise in Richtung Südwesten ausgerichtet sind. Um das leicht abfallende Gelände optimal zu nutzen, wurden die Gebäude in dieses terrassenförmig eingebettet.
Die Bebauung besteht aus zweigeschossigen Reihenhäusern (41 % der Wohnungen) und aus drei- bis sechsgeschossigen Wohnhäusern (59 % der Wohnungen). Die höchsten Gebäude sind Punkthäuser mit fünf Stockwerken, die in der Siedlungsmitte angeordnet sind. Der Großteil der Wohnungen hat eine Wohnfläche von weniger als 42 m², sie entsprechen damit dem Standard der Bau- und Planungszeit. Eine vergleichbare Siedlung ist die nahezu zeitgleich ebenfalls von Reichow geplante Gartenstadt Farmsen im benachbarten Stadtteil Farmsen.

## Denkmalschutz
Die Fassadengestaltung der Siedlung mit ihren pastellfarbenen Fronten steht seit 1987 unter Denkmalschutz, seit der Neufassung des Hamburger Denkmalschutzgesetzes im Jahre 2013 ist dieser Schutz auf alle Teile der Siedlung ausgedehnt.
Als eine vom Architekten Reichow entworfene Siedlung pflegen die Sennestadt und die in ihr ansässige gemeinnützige Hans-Bernhard-Reichow-Gesellschaft eine Kooperation mit der Gartenstadt Hohnerkamp, um gemeinsam mit anderen ehemaligen Projekten des Stadtplaners die Erforschung der organischen Stadtarchitektur und den Erhalt der mittlerweile historischen Bausubstanz zu fördern.

## Fotografien und Karte
Koordinaten: 53° 37′ 34,1″ N, 10° 5′ 32″ O

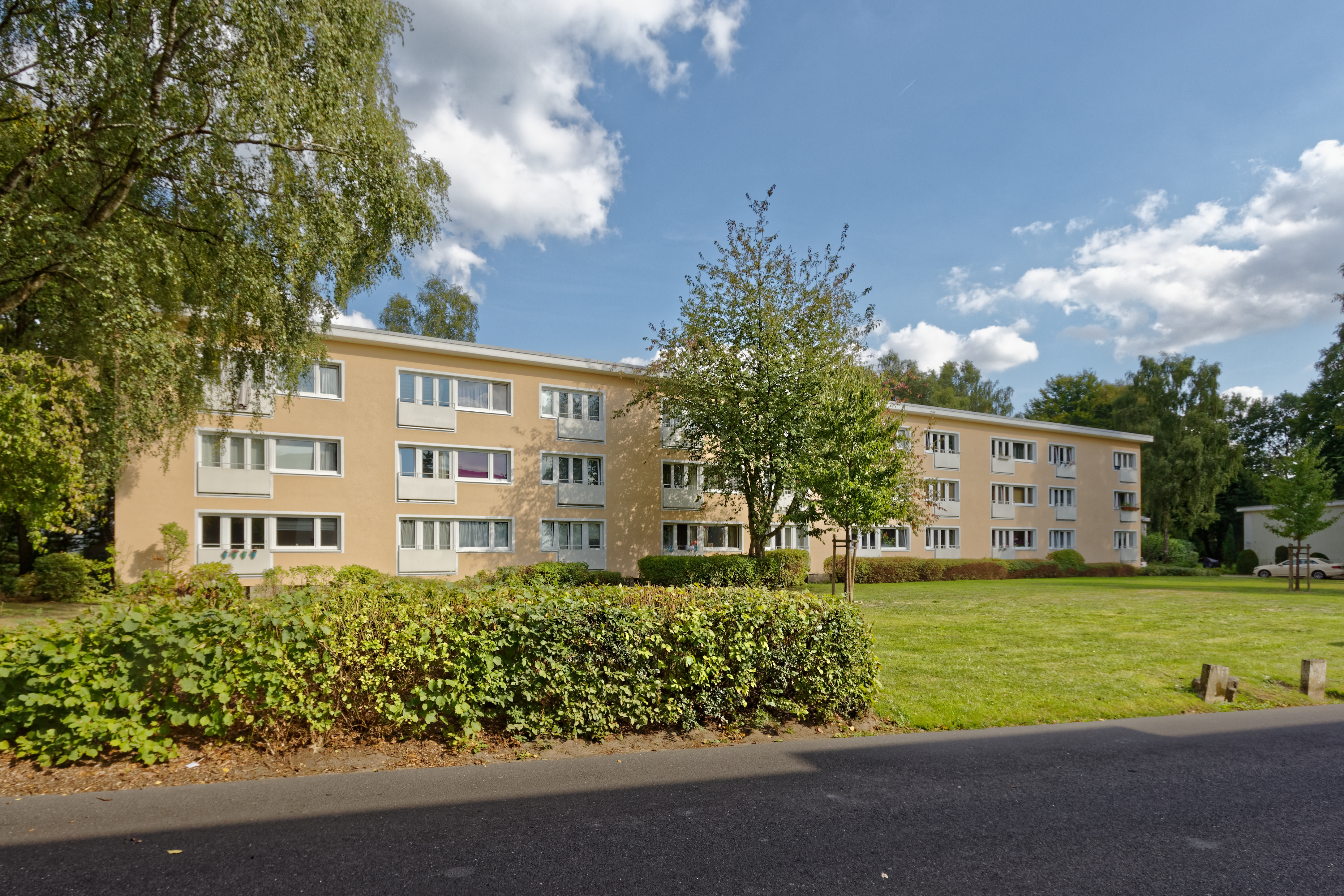
Häuserzeile an der Trakehner Kehre
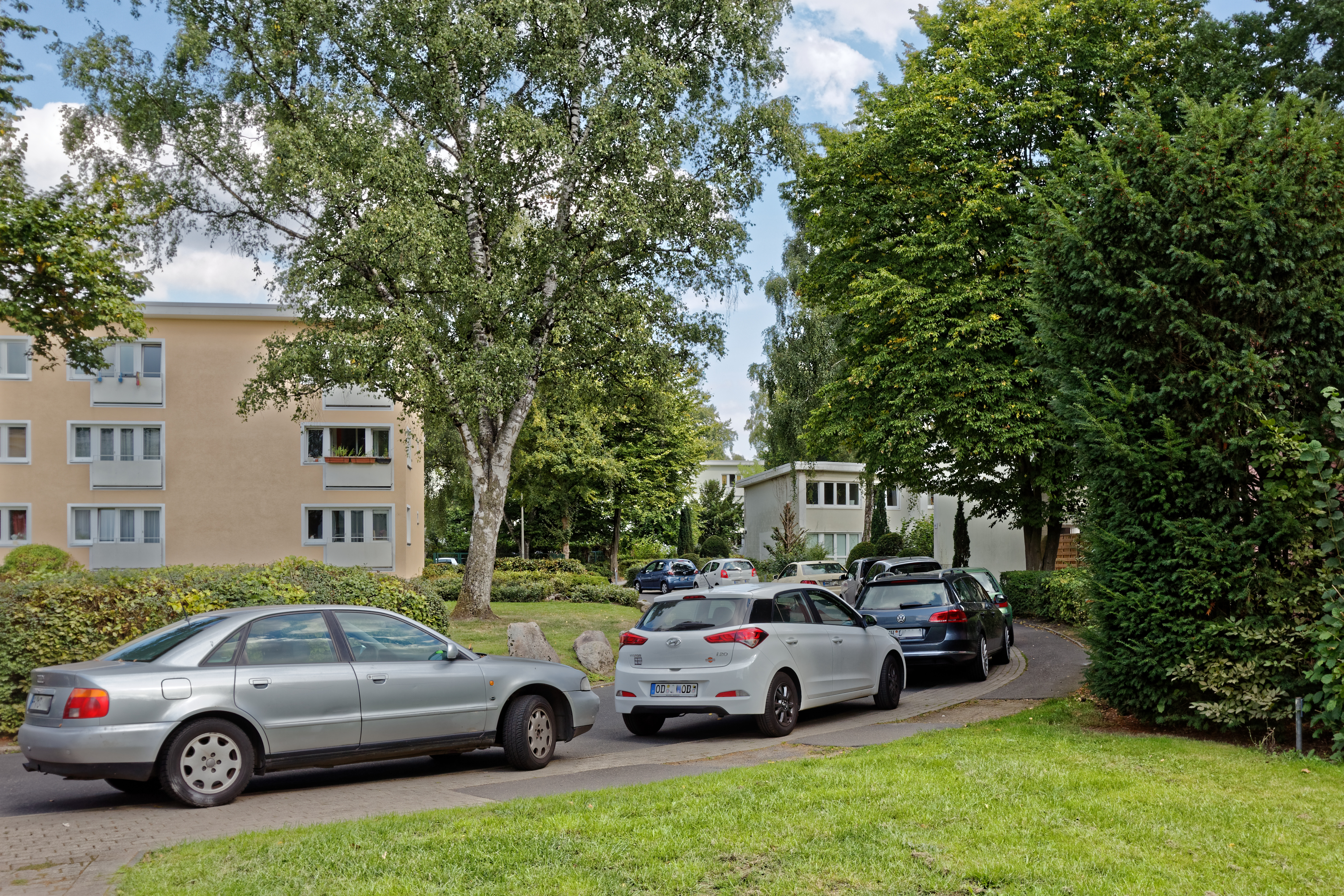
Straße Trakehner Kehre
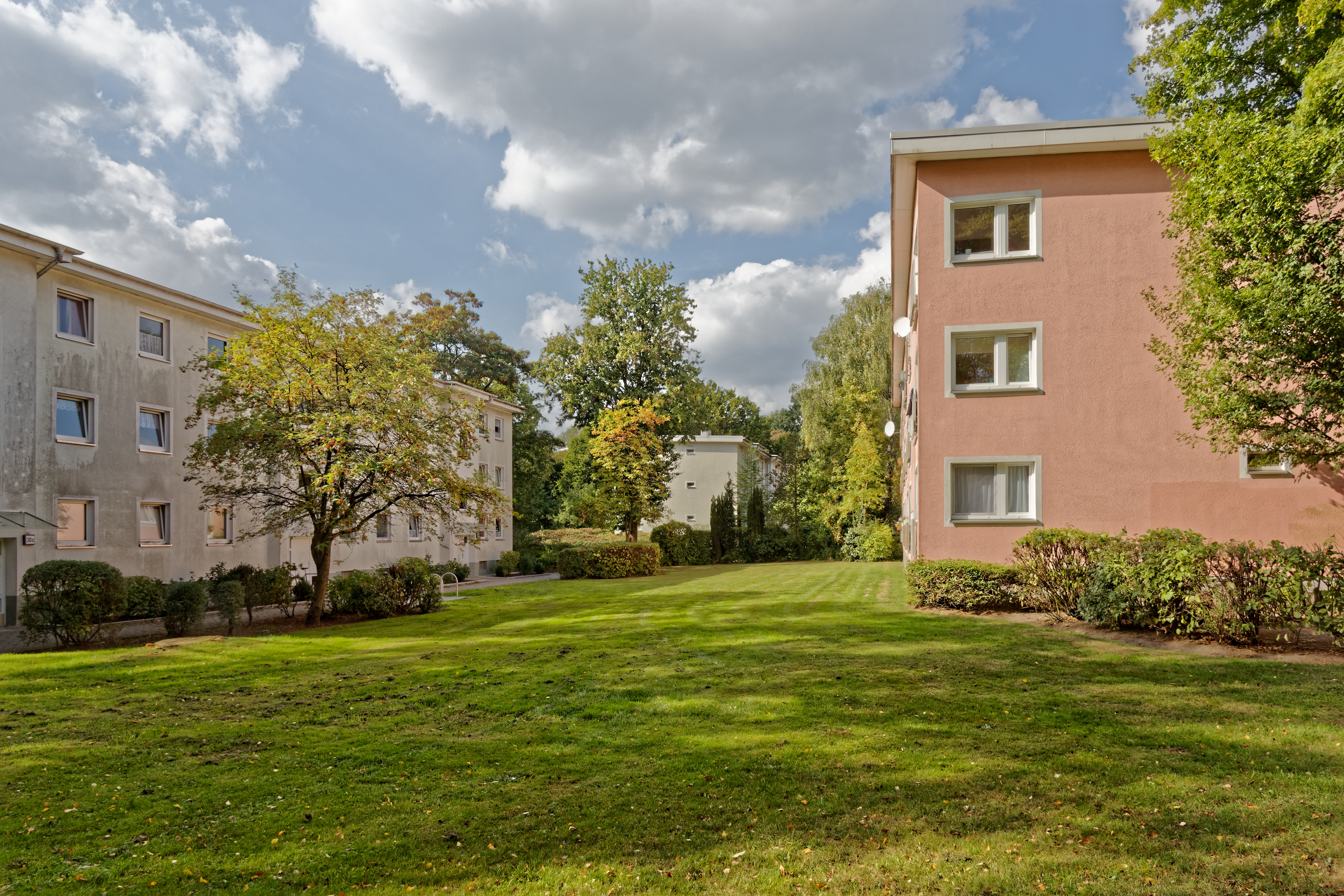
Grünfläche an der Marienwerder Straße
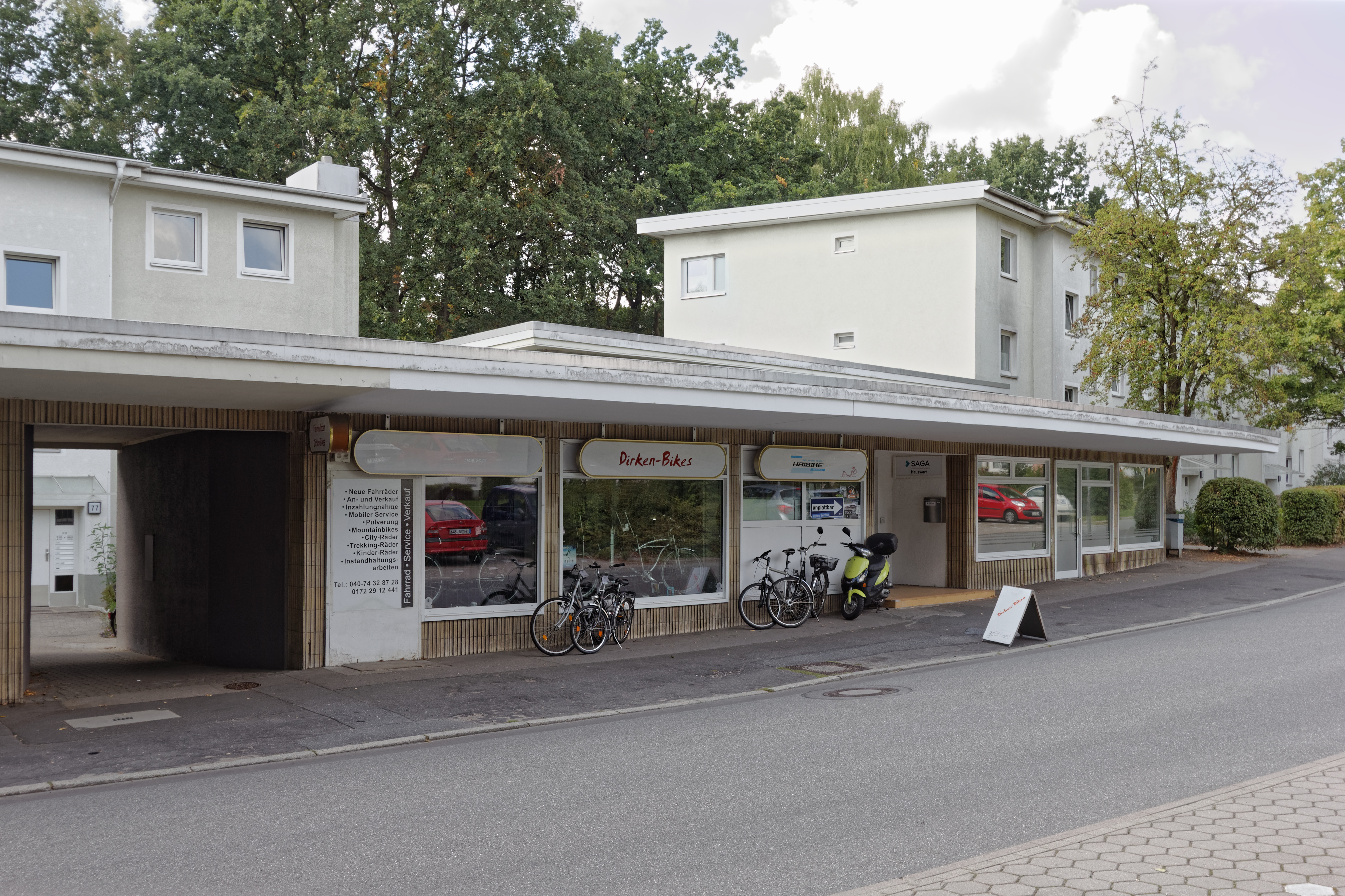
Ladenzeile am Hohnerkamp
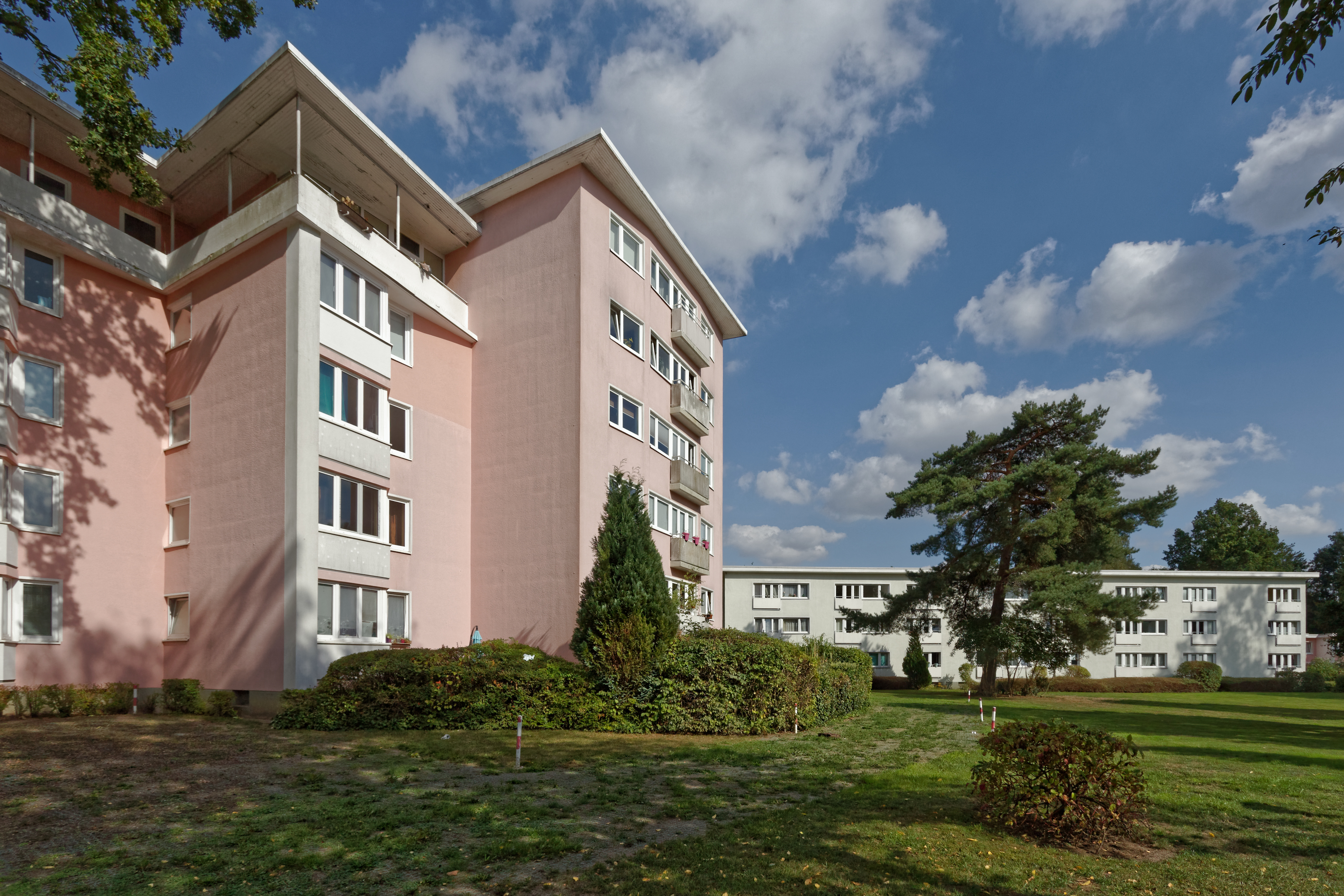
Mischung aus Hoch- und Zeilenhäusern und Grünflächen